# Seznam slovenskih inženirjev gradbeništva
Seznam slovenskih inženirjev gradbeništva.

## A
- Vukašin Ačanski (1941-2014)
- Jelenko Ačanski
- Franc Adamič (1922-2016)
- Ivan Ambrož (1919-2009)
- Franček Anderluh (1935-1988)
- Irena Andrejašič Troha
- David Antolinc
- Ernest Anželj (1962-)
- Nataša Atanasova (1972-) (mak.-slov.)
- Leo Avanzo (1921-2010)

## B
- Anže Babič
- Franc Bajželj (1907-1969)
- Branko Bandelj
- Jure (Jurij) Banovec (1941-2024)
- Primož Banovec (1970-)
- Battelino - družina
- Darinka Battelino (1940-)
- Lilian Battelino
- Branko Bedenik (1948-)
- Darko Beg (1954-2014)
- Dragomir Benčič (1911-1967)
- Anton Berce (CD)
- Gorazd Berce (1910-1974)
- Andrej Berdajs
- Aleksander Bezjak (1915- ?)
- Janez Bizjak ?
- Matija Blagus
- Janko Bleiweis (1909-2005)
- Marko Bleiweis (1910-1996)
- Lojze Blenkuš (1930-2011)
- Jaroslav Bloudek
- Violeta Bokan Bosiljkov
- Vlatko Bosiljkov
- Jože Boštjančič (1935-)?
- Janez Božič (1954-)
- Boštjan Brank (1963-)
- Ljuba Brank (1948-)
- Sebastjan Bratina (1974-)
- Mladen Bratović (1974-)
- Vladimir Breščak (1934 - )
- (/Marko Breznik 1920-2020)
- (Ivan Bricelj 1893-1974)
- Hinko Brilly
- Mitja Brilly (1946-)
- Rudi Brinšek
- Jože Brodnik (1936-)
- Sergej Bubnov (1914-2000)
- Borut Bundara (1955-)

## C
- Franc Cafnik
- Franc Capuder (1962-)
- Srečko (Feliks) Cerar (1917-1997)
- Tomo Cerovšek (1972-)
- Henrik Ciglič /Hinko Vladimir Ciglič?
- Dolef Cimerman
- Rudolf Cimolini (1915-1985)
- Dušan Ciuha (1950-)
- (Matko Curk 1885-1953)
- (Bruno Cvikl)?

## Č
- Franc Čačovič (1927-)
- Vladimir Čadež (1911-1994)
- Bojan Čas
- Roman Čelik (1911-1987)
- Bojan Čelofiga
- Franci Čepon
- Miklavž Čepon
- Gojmir Černe
- Svit Černe
- Josip Černivec (1896-1964)
- Niko Čertanc (1953-)
- Peter Češarek
- Matjaž Četina (1960-)
- Janez Črnivec (1932-2022)
- Josip Črnjač (1895-1969)
- Dušan Črnigoj (1949-)

## D
- Frano Damjanić
- Irena Daris?
- Maks Dekleva (1893-1968)
- Vladimir Demšar (1940-2018)
- Metod Di Batista (1948-)
- Franta Dědek (1890-1938) (oče Franjo 1866-1939, stavbenik)
- Josip Didek (1917-1989)
- Stanko Dimnik (1891-1980)
- Alfonz Dobovišek (1908-1985)
- Borut Dobovišek (1937-)
- Peter Dobrila (1938-)
- Janez Dolenc (1908-1974)
- Matevž Dolenc (1969-)
- Stojan Dolgan
- Blaž Dolinšek (1967-),
- Josip Doljak (1852-1927)
- France Dolničar (1896- ?)
- Matjaž Dolšek (1974-)
- Mateja Dovjak
- Igor Draksler (1960-)
- Vladimir Dragorajac (1961
- Janko Drnovšek (1923-1995)
- Dušica Drobnič
- Dimitar Dudanov (1945-)
- Janez Duhovnik (1942-)
- Mateja Duhovnik?
- Bruno Dujič (1971-)
- Drago Dvanajščak
- J. D v o r n i k

## E
- Ciril Ekar (1924- ?)
- Tone Erman
- Mirko Eržen (1917-2011)
- Alenka Es ?

## F
- (Narcis Fabrizio 1924-)
- Stanislav Faganel (1899- ?)
- Štefan Faith (1920-2005)
- Peter Fajfar (1943-)
- Milan Fakin (1895-1973)
- Dušan Farčnik (1919-1997)
- Marko Fatur (hidrolog)
- Rok Fazarinc (1955-)
- Norbert Štefan Ferengja (1930-2017)
- Marjan Ferjan (1912-1993)
- Gregor Ficko (1964-)
- Cene Filipič ?
- Matej Fischinger (1955-)
- Dušan Flajs
- Rado Flajs
- Veljko Flis
- Jaroslav Foerster (1875-1946)
- Janez Frelih (1942-)
- Igor Fujs
- Venčeslav Funtek?

## G
- Ana Gaberc (1946-)
- Metka Gabrijelčič (1934-)
- Janez Gale (1977-)
- Matija Gams
- Marjan (Dragotin) Gaspari (1923-2010)
- Peter Gašperšič (1965-)
- Tomo Gečev
- Janez Gjura
- Lidija Globevnik (1962-)
- Stojan Globočnik (1895-1985)
- Bogdan Glumac
- Miloš Gnus (1925-2009)
- Andrej Godec
- Cveto Godnič
- Milovan Goljevšček (1901-1982)
- Janez Gorišek (1933-2023)
- Metka Gorišek (1961-2022)
- Vlado Gorišek (1925-1997)
- Danilo Goriup (1928-2019)
- Peter Črtomir Gorjanc (1938-),
- Borut Gostič (1941-2014)
- Samo Gostič
- Danilo Gostiša (1909-1996)
- Drago Gostiša (1938-2007)
- Leon Gradnik
- Cveto Gregorc (?—2013) ?
- Roman Gregorčič
- Franc Gris
- Gabrijel Gruber (1740-1805)
- Dušan Gruden (1921-1991)
- Gregor Gruden
- Bojan Grum
- Julij Gspan (1907-1986)
- Marko Gspan

## H
- Jože Hafner?
- Daniel Halas
- Lucija Hanžič
- Jožko Harej (1943-)
- Peter Henčič
- Leon Hladnik
- Aleš Hojs
- Marko Hozjan
- Tomaž Hozjan
- Radoš Hribernik (1925-2002)
- Alojzij Hrovat (1885-1971)
- Gorazd Humar (1949-)
- Boltežar Hvastija (1922-1987)

## I
- Tatjana Isaković (1961-)
- Andreja Istenič Starčič
- Andrej Ivanuša

## J
- Savo Janežič (1922-2018)
- Vladimir Janežič - Dado
- Mojca Jarc Simonič
- Ivan Jecelj
- Renata Jecl (1965-)
- Ciril Jekovec (1881-?)
- Jože Jenko (1933/4-2020)
- Rudolf Jenko (1906-1988)
- Milan Jeran (1913-1981)
- Albin Jerin (1908-1993)
- Janez Jerman (1916-1989)
- Carmen Jež Gala (1925-1965)
- (Vojkan Jovičić)
- Avgust Jug (1899-1953)
- Dragoš Jurišić (1932-1994) (srb.-slov.)
- Ciril Juvan (1888-1955)
- Alojzij Juvanc (1942-)

## K
- Niko Kač (1944-)
- (Anton Kadunc 1890-1974: Brazilija)
- Marko Kadunc
- Alojz Kamnikar (1905-1975)
- (Jože Karlovšek 1900-1963)
- Miroslav Kasal (1884-1945)
- Tomaž Kastelic (1948-)
- Fran Kavčič
- Rudolf Kavčič (1885- ?)
- Ludvik Kavs (1916-2004)
- Lidija Kegljevič Zagorc
- Andrej Kerin
- ? Kern
- Hugo Keržan (1913-1985)
- Janez Keržan (1935-)
- Branko Kidrič
- Rudolf Kiffman
- Vojko Kilar (1963-)
- Ivan Stanislav Klaneček (1939-)
- Roman Klasinc
- Matej Kleindienst (1905- ?)
- Ferdinand Klemenčič (1841-1915)
- Jože Klenovšek
- Anton Klinar (1862-1943)
- Maks Klodič (1875-1953)
- Jure Klopčič
- Matjaž Knez (1960-)
- (Ivan Kočevar)
- Jože Kolar (1924-1991)
- Marjan Kolarič (1927-2003)
- Andrej Komel
- Boris Kompare (1956-2014)
- Lidija Korat Bensa
- Jože Korelc (1965-)
- Mitja Koren
- Jadran Korla (1950-1997)
- Ljubo Korpar
- Marko Koščak
- Mitja Košir
- Valentin (Ante) Kovač (1914-2007)
- Janko Kovačec (1922-2005)
- Boštjan Kovačič (gradbenik)
- Emil Kovačič (1907-2001)
- Janez Kovačič
- Silvija Kovič
- Nataša Kovše
- Daniel Kozelj ?
- Erika Kozem Šilih (1981-)
- Miloš Kraigher (1905-1973)
- Zoran Kraigher (1950-)
- Marjan Krajnc (1927-2013)
- Uroš Krajnc (1948/9-)
- Franc Krajnčič (1910-2000)
- Alojz Král (1884-1969)
- Dušan Kramberger?
- Nana Krauberger
- Stojan Kravanja (1957-)
- Viktor Kravanja (1900- ?)
- Vinko Kregar (1907-1995)
- Peter Kresnik (1850-1928)
- Živa Kristl
- Andrej Kryžanowski
- Jurij Krope
- Rudi Kropivnik (1933-)
- Andrej Kryžanowski
- Mario Krzyk (1961-)
- Franci Kržič (1930-2020)
- Sebastjan Kuder
- Milan Kuhta
- Janko Kukovec (1883-1968)
- Mateja Kukovec
- Marijan Kump
- (Vito Kumperščak)
- Dragica Kunc Gostič
- Roman Kunič (1961-2019)
- Milan Kuster
- Slavko Kušar (1946-)
- Mladen Kutnjak

## L
- Jože Lah (med 1. diplomanti TF 1925)
- Sonja Lapajne-Oblak (1906-1993)
- Svetko Lapajne (1911-2007)
- Valentin Lapajne (1843-1923)
- Marko Lavrenčič (1913-1999)
- Andraž Legat?
- Stanislav Lenart
- (Jože Lep)
- Marjan Lep (1959-)
- Drago Leskovšek (1888-1978)
- Meta Levstek (Marjetka Levstek)
- Peter Lipar (1955-)
- Martin Lipičnik (1947-)
- Aleksander Ljubič
- Vladislav Ljubič (1956-)
- Janko Logar (1962-)
- Petra Lončar (1942-)
- Jože Lopatič (1963-)
- Samo Lubej (1958-)
- Branko Lučovnik (1952-)
- Boris Lutar (1947-)
- Marjana Lutman

## M
- Borut Macuh
- Matej Maček
- Stanko Maček (1902-1987/90?)
- Janko Mačkovšek (1888-1945)
- Tomaž Maher (1955-)
- Borut Maister (1908-1984)
- Bojan Majes (1950-)
- Ivan Marek (1913-1997)
- Edvard Mali
- Katja Malovrh Rebec
- Matjaž Malovrh
- Miloš Marinček (1918-2005)
- Mojca Marinič
- Viktor Markelj (1958-)
- Vid Marolt (1946-)
- Rok Marsetič
- Martelanc (več gradbenikov)
- Jurij Medved (1908-1995)
- Samo Peter Medved (1965-)
- Maks Megušar (1910-1997)
- Danijel Mejak (1939-2009)
- Slavko Mesojedec
- Aleksander Mihalič (1927-1973)
- Boris Mikoš (1925-2014)
- Matjaž Mikoš (1959-)
- Drago Mišič (1921- ?)
- Adolf Ivan Močnik (1929- ?)
- Primož Može
- Ciril Mravlja (1912-1996)
- Peter Muck (1930-)
- Avgust Mulej (Mulley) (načrtovalec Sueškega prekopa)
- Stipan Mudražija
- Jože Mušič (1929-2001)

## N
- Črtomir Nagode (1903-1947)
- Aleksander Nagy (1834-1900)
- Veljko Namorš?
- Gorazd Novak (1978-)
- Leon Novak (1894-1959)

## O
- Dušan Ogrizek
- Avguštin Okroglič ?
- Ivan Omahen
- Peter Orehar
- Branko Ozvald (1919-2006)

## P
- Andreja Padovnik
- Milan Pajk (1909- ?)
- Jože Panjan (1951-)
- Miloš Pavčič (1922- ?) (SZ /Rusija)
- Franc Pavlin (1860-1916)
- J. Pavlin
- Stane Pavlin
- Luka Pavlovčič (1973-)
- Boris Pečenko
- Robert Pečenko
- Adolf Pemič (1926-2015) (hidrotehnik)
- Nace Perko (1889-1983)
- Janja Perovič-Marolt
- Marko Perry =Marko Pogačnik (1923-2008)
- Peter Pertot (1889-1981)
- Franc Pertout? (rektor trž. univ.-zastrupljen? 1938)
- Iztok Peruš (1964-)
- Stanislav Peruzzi (1892-1966)
- Ana Petkovšek
- Željko Petovar (1946-2019)
- Eugen Petrešin (1942-)
- Josip Petrič  ?
- Simon Petrovčič (prof. FA)
- Srečko Petrovčič (1897-1973)
- Zoran Pilich (? -1982)
- Jože Pintar
- Boris Pipan (1913-1968)
- Marjan Pipenbaher (1957-)
- Ciril Pirc (1888-1941)
- Milko Pirkmajer (1893-1975)
- Adalbert Pirnat (? -1964)
- Josip Pla(c)hut(t)a (1827- ?)
- Igor Planinc (1959-)
- Janez Plemelj
- Tomaž Pliberšek
- Rudolf Podgornik (1905-1989)
- Anton Podgoršek
- Feliks Podgoršek
- Branko Podlesnik
- Franc Pogačar (1946-)
- Ciril Pogačnik (1902-1973)
- Andrej Pogačnik (1944-)
- Miloš Polič (1914-1996)
- Alojz Poljanšek (1901-1966)
- Viljem Pongratz
- Jože Porenta (1892-1972)
- Fran Potočnik (1811-1892)
- (Jože Požauko 1908-1995)
- Alojzij Prašnikar (1857-1938)
- Miroslav Pregl
- Marjan Prelec (1928-2022)
- (Ervin Prelog 1921-1987)
- Matko Prelovšek (1876-1955)
- Miroslav Premrov (1967-)
- Vilibald Premzl (1940-)
- Jakob Presečnik (1948-)
- Jožef Preskar
- Aleksander Pretnar (1898- ?)
- Marjan Prezelj (1909-1984)
- Anton Zvonko Pristavec
- Blaž Pristovšek (1892-1970)
- Janez Prosen
- Milan Pšeničnik (1920-1997)
- Igor Pšunder
- Mirko Pšunder (1944-)
- Zoran Pučko
- Maks Puh (1905-1990) (geomehanik)
- Boris Pukl (1950-2014)
- Slavko Pukl (1921-1969)
- Boštjan Pulko

## R
- Dušan Raič (1911-1991)
- Milivoj Raič (1913-1996)
- Rudi Rajar (1940-)
- Albin Rakar (1946–2025)
- Marija Rataj
- Mojca Ravnikar Turk
- Andrej Rebec
- Danijel Rebolj (1956-)
- Janez Reflak (1937-2025)
- Črtomir Remec (1961-)
- Miha Remec (1934-2009)
- Jožef Reisner ?
- Dušan Remic
- Jože Renar
- Marko Renčelj
- Stojan Ribnikar (1918-2004)
- Robert Rijavec
- Mitja Rismal (1930-2021)
- Rudi Robič (1923- ?) (Rusija)
- Edo Rodošek (1932-2021)
- Vlasta Rodošek
- Andrej Rogač
- Rajko Rogač (1927-2016)
- Drago Rogelj
- Miha Rojec
- Riko Rosman ? (1927-2008) (Zgb)
- Boštjan Roš (1839-1917)
- Mirko Roš (1879-1962)
- Vladimir Rot (1912-2007)
- (Ivan Rožman 1901-37)
- Pavle Rožnik (1925-1979)
- Jožef (Pino) Ruchini (1930-2000)
- Franc Rupert (1915-2001)
- Simon Rusjan (1979-)
- (Jan Rybář 1833-1913 - Čeh)

## S
- Cveta Sadar (? -2023)
- Drago Saje
- Franc Saje (1941-)
- Miran Saje (1948-)
- Pavel Saje
- Vanja Samec (1960)
- Ivan Sbrizaj (1866-1946)
- Simon Schnabl
- (Niko Seliškar 1932-2022)
- Roman Serša (1935-2011)
- Alojz, Andrej Sever
- Drago Sever (1962-)
- Stanko Silan (1927-2021)
- Franc Simčič (1893-1977)
- Franc Sinur
- Leo(n) Skaberne (1914-2000)
- Ludvik Skaberne (1915-1965)
- Viktor Skaberne (1878-1956)
- Janko Sketelj (1909-1998)
- Matevž Sketelj (1948-1980)
- Matjaž Skrinar (1964-)
- Peter Skuber
- Saša Skulj (1931-2012)
- (Josip Slavec)
- Aleksander Slekovec (1930-)
- Iztok Slokan
- Jožef Slokar (1934-2022)
- Iztok Smotlak (1960-2021) (Italija-zamejstvo)
- Anton Smrekar (1829-1912)
- Danijel (Dane) Smrekar (1915-1992)
- Venceslav Smrekar (1875- ?)
- Smiljan Sočan (1950-)
- Milan Sosič (1908-1987)
- Edita Sovinc (r. Dimnik) (1926-1978)
- Ivan Sovinc (1924-2001)
- Bojan Spes
- Aleksander Srdić
- Bojan Srovin
- Jelena Srpčič
- Stane Srpčič (1947-)
- Marjan Stanek (1949-2001)
- (Ciril Stanič 1904-2003)
- Franci Steinman (1952-)
- Anton Stergašek
- Mitja Sterlekar (1931-)
- Leopold Stibilj (1890-1972)
- Zoran Stojič
- Bojan Strah
- Gorazd Strniša
- Štefan Strojnik
- Vincenc Struppi (1733-1810)
- Mihael Strukel (Štrukelj)
- Marjan Suban
- Anton Suhadolc (1899-1983)
- (Filip Supančič)
- Janoš Szilagyi (1952-)

== Š ==
- Aljoša Šajna
- Anton Šajna (1941-)
- Jana Šelih
- Ivo Šemrl
- Jožef Marija Šemrl (1754-1844)
- Tomislav Šibenik
- Marjana Šijanec Zavrl
- Andrej Širca
- Milivoj Šircelj (1913--1999)
- Ciril Šivic (1925-2014)
- Drago Škerlavaj
- Marko Škerl (1922-2013)
- Rudolf Škof
- Stanislav Škrabl
- Vladimir Šlajmer (1895- ?)
- Igor Špacapan
- Mojca Šraj (1969-)
- Vlado Šramel
- Matjaž Šraml
- Ksenija Štern
- Edo Štok
- Ivo Štok (1913-1997)
- Anton Štihec (1964-)
- Andrej Štrukelj
- Franc Štrukelj (1897-1974)
- Mihael Štrukelj (1851-1923)
- Jože Štublar ?
- Petra Štukovnik
- Ivan Šubic ?
- Maruška Šubic-Kovač (1958-)
- Lujo Šuklje (1910-1997)
- Milan Šuklje (1881-1937)
- Vladimir Šuklje starejši (1878-1920)
- Franc Šušteršič ?
- Jožefa Švarc

## T
- Franjo Boris Tavčar (1890-1952)
- Bojan Tavzes (1909-1977)
- Stanislav (Stane) Terčelj (1928-2021)
- Tomaž Tolazzi (1962-)
- Miha Tomaževič (1942-)
- Franc Tomšič (1838-1917)
- Franjo Tomšič (1848-1908)
- Duška Tomšič Martelanc (1955-)
- Miha Tomšič (1962-)
- Jurij Tonin
- Franc Toplak
- Franc Tratnik
- Ludvik Trauner (1943-)
- Lenard Treppo
- Barbara Treppo-Mekiš
- Gregor Trtnik
- Goran Turk (1963-)
- Miloš Turk (1930-1998)
- Srdan Turk (1920-1998)
- Žiga Turk (1962-)
- Viktor Turnšek (1911-1981)

## U
- Hugo Uhliř (1881-1965)
- Andrej Umek (1938-)
- Anton Umek (1903-1983)
- Janez Umek (1904-1974)
- Žiga Unuk

## V
- Franci Valant ?
- Jože Valentinčič (1913-1976)
- Janko Veber (1960-)
- Boris Vedlin (1925-2001)
- Danilo Vek
- Tomaž Velkovrh
- Marjan Vengust
- Vladimir Verbovšek
- Milan Verčon (1913-1992)
- Peter Verlič (1962-)
- Savo Vesel (1921-2005)
- Tanja Vesel
- Franc Vidic (1932-)
- Tomaž Vidic (1961-)
- Silvan Vidmar (1929-2018)
- Zlatko Vidrih
- Josip Vilfan (1838-1907)
- Boris Visočnik
- Josip Vitek (1913-1997)
- Janko Vodišek
- Blaž Vratanar (? -2001)
- Srečko Vratuša (1961-)
- Miro Vrbek
- Marko Vrhovec (1936-2023)
- Franc Vrhovnik (1880-1970)

## W
- Tomaž Willenpart
- Franc Witschl (1825-1902)
- Edo Wostner (1946-2024)

## Z
- Branko Zadnik (1950-)
- Andrej Zajc
- Meta Zajc-Pogorelčnik
- Igor (Janez) Zajec (1946-2020)
- Vaso Zajec (1909-1984)
- Majda Zakrajšek (r. Bezlaj) (1952-)
- Ivan Zemljič (1876-1918?)
- Vlasto Zemljič (1919-1997)
- Jaka Zevnik
- Jože Zimšek (1944-)
- Bogdan Zgonc (1939-2024)
- Irena Zore Willenpart
- Jani Zore
- Dejan Zupan (1973-)
- Eva Zupan
- Miroslav Zupan (1899-1970)
- Marijan Zupanc (? - 2024/25)
- Dušan Zupančič (1957-)
- Franc Zupančič (1886-1953)

## Ž
- Dušan Žagar (gradbenik) (1963-)
- Janez Žagar (? -1973)
- Tomaž Žagar (strojnik)
- Roko Žarnić (1950-)
- Ljubo Žerak
- Urška Žigman Voljč
- Angelo Žigon
- Davorin Žitnik (1928 - 2015)
- Egon Žitnik
- Martin Žitnik
- Bojan Žlender (1957-)
- Slavko Žličar
- Janez Žmavc (1932-)
- Ljubo Žnidar
- Jaš Žnidarič (1931-2014)
- Aleš Žnidarič (1963-)
- Ciril Žnidaršič (1882-1938)
- Branko Žnideršič (1911-1999)
- Franc Žugel ml.
- Marijan Žura (1961-)
- Anton Žužek (19.stol.) ?
- Franc Žužek (1852-1942)
- Ljubo Žužek (1954-)